# International Baccalaureate

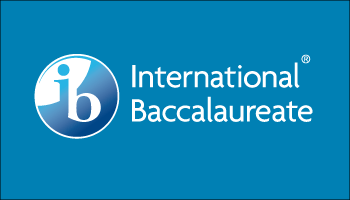
Het IB-logo

Het International Baccalaureate (IB), of in het Nederlands ´Internationaal Baccalaureaat´, voorheen International Baccalaureate Organization (IBO), is een internationale instantie die onder andere het International Baccalaureate Diploma Programme, een pre-universitaire opleiding van twee jaar bedoeld voor de leeftijd van 16 tot 19 jaar, verzorgt.
Een IB-diploma wordt door Nederlandse instanties erkend als gelijkwaardig aan het vwo en in Vlaanderen automatisch gelijkwaardig gesteld met het Vlaamse diploma secundair onderwijs. Het Europese Baccalaureaat is van het IB-diploma afgeleid. De opleiding wordt verzorgd door een instelling in Genève in Zwitserland.

## Geschiedenis
Marie-Thérèse Maurette bedacht in 1948 de basis voor wat uiteindelijk het IB-programma zou worden. Ze schreef toen het boek Is There a Way of Teaching for Peace?, dat bedoeld was als handboek voor UNESCO. Midden in de jaren 60 stichtte een groep leraren van de Internationale school van Genève de International Schools Examinations Syndicate (ISES), die later uitgroeide tot de International Baccalaureate Organisation (IBO). Het IB werd in 1968 officieel opgericht in Genève.
Sinds 2011 is het hoofdkantoor voor Europa, Afrika en het Midden-Oosten gevestigd in Den Haag. Burgemeester Jozias van Aartsen verrichtte op 31 oktober van dat jaar de opening.

## IB-diploma in het buitenland
Er zijn verschillende manieren om een IB-diploma in het buitenland te behalen. Meestal vinden de lessen op een internationale school plaats. Wanneer er geen Nederlands docent op de internationale school aanwezig is, kan een instelling als de Wereldschool deze leveren.

## Niveau's
Mathematical Methods is een van de drie wiskundige niveaus die leerlingen kunnen kiezen voor het International Baccalaureate. Het is vergelijkbaar met het Nederlandse Wiskunde A1, 2 die leerlingen uit het profiel Economie en Maatschappij hebben.